# Brevicorynella quadrimaculata
Brevicorynella quadrimaculata är en insektsart. Brevicorynella quadrimaculata ingår i släktet Brevicorynella och familjen långrörsbladlöss. Inga underarter finns listade i Catalogue of Life.